# Goût (esthétique)
Pour le sens des saveurs, voir Goût.
Cet article possède un paronyme, voir Gout (homonymie).

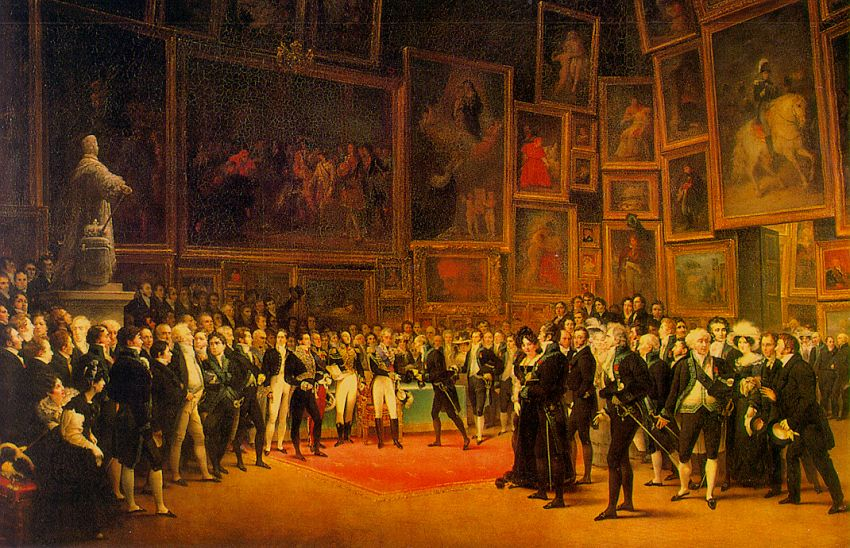
Le bon goût artistique présenté lors du Salon de peinture de 1824, de l'Académie royale de peinture et de sculpture.

Le goût ou gout est la faculté de percevoir et discerner les beautés et défauts des choses, notamment dans les domaines esthétiques et intellectuels. Une personne possède ainsi du goût, ou bien « n'a pas de goût » voire « mauvais goût ».
Par extension, le goût est le jugement ou l'opinion sur une chose. Une chose est caractérisée par exemple « de bon goût » ou « de goût », ou bien à l'inverse « de mauvais goût », voire « dégoûtante ».
Dans le langage littéraire, le goût est également un penchant, une disposition, une passion pour une chose, ou bien une inclination amoureuse pour une personne.

## Étymologie
Goût vient du latin gustus, « action de goûter, dégustation; saveur (au sens propre et figuré) ». Gustus dérive peut-être du grec, et le terme grec du sanscrit (gush, « aimer, trouver bon »).
Au sens propre, le goût est le sens qui permet d'identifier les saveurs des aliments. Au sens figuré, la notion de goût esthétique apparaît dès le XVIe siècle en français, et se répand au XVIIe siècle, mais le concept moderne de goût comme « faculté de juger » date du XVIIIe.
Le domaine d'étude désigné jusqu'au XIXe siècle par critique du goût ou théorie du goût correspond globalement aujourd'hui à la discipline philosophique de l'esthétique. Mais le goût est aussi étudié par d'autres disciplines (histoire, psychologie, sociologie).

## Définitions

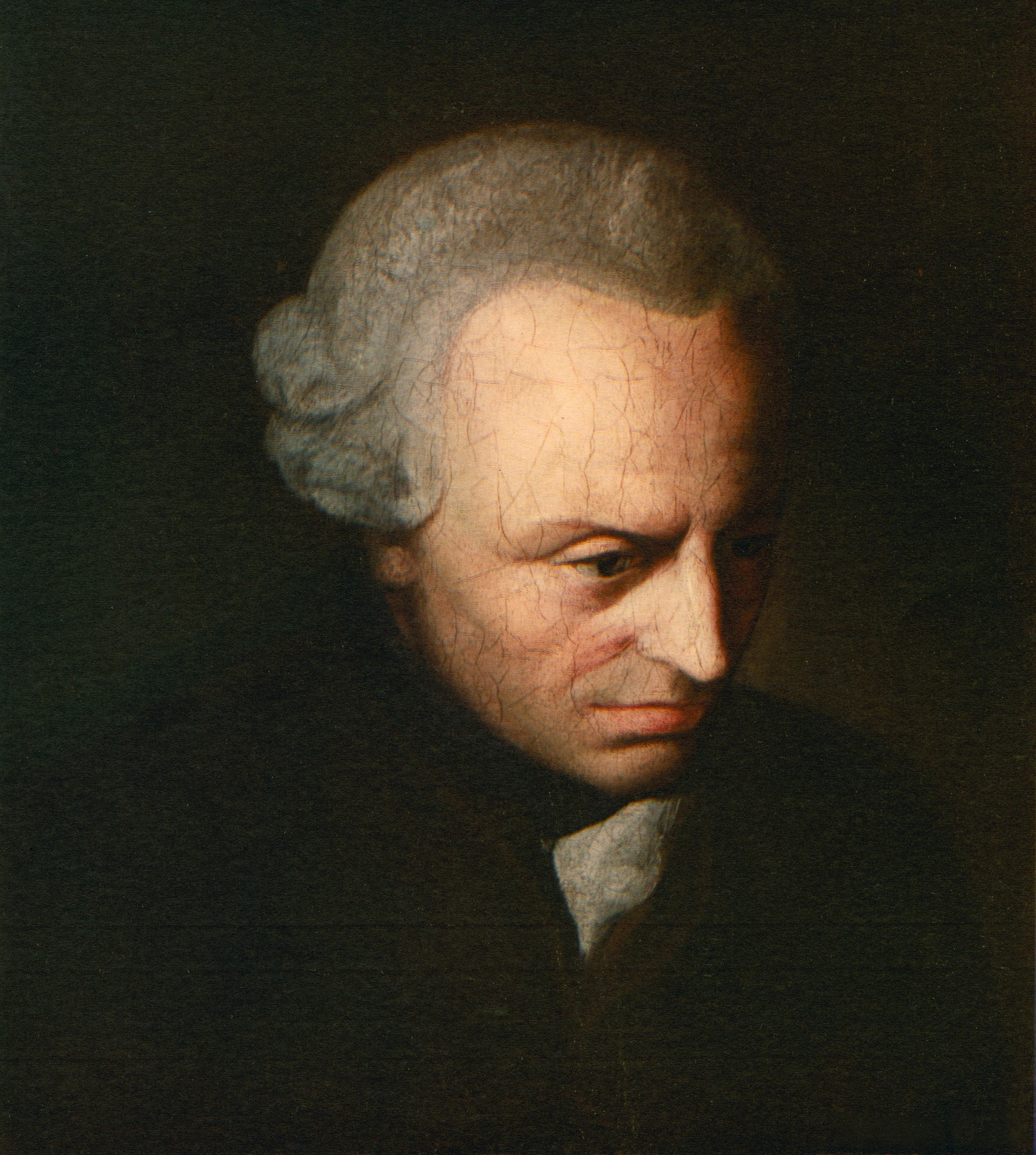
Emmanuel Kant

La signification de la notion de goût a varié selon les époques. Le goût était relié initialement aux critères du beau et aux règles de l'art. Le goût prend une place prépondérante au XVIIIe siècle, avec une connotation pédagogique par l'idée « d'éducation au goût » (voir Voltaire et Rousseau).
Pour Emmanuel Kant, dans Critique de la faculté de juger (1790), le goût est la « faculté de juger » du beau. Une faculté subjective, mais dont le jugement a pourtant une valeur universelle. Pour l'Anglais Shaftesbury, dont les travaux sont repris par Diderot, le goût est une faculté naturelle et créatrice, régie par ses propres lois.
Deux aspects fondamentaux se distinguent dès cette époque :
- le goût comme faculté subjective, innée ou perfectible, de juger les qualités objectives d’une œuvre d’art
- le goût comme phénomène collectif (facteurs sociaux), par adhésion aux préférences esthétiques d'un groupe ou d'une époque (phénomène de mode)

Pour le philosophe allemand Hegel (1770-1831), le critère du goût est une approche superficielle et extérieure à l'art, tendant à réduire celui-ci au rang de simple divertissement. Dans son système philosophique, l'idée esthétique doit être vraie ; le beau exige donc « la soumission de la subjectivité », et le goût n'est plus relié au beau : « le goût recule et disparaît devant le génie. »
À partir du XIXe siècle, le goût prend une nouvelle signification : la faculté de saisir la modernité et le caractère historique, chez des auteurs comme Baudelaire, Mallarmé ou Valéry.
À partir du milieu du XXe siècle, le concept de goût semble définitivement abandonné par la critique artistique et littéraire, pour différents motifs, dont la défiance envers les normes (règles du beau, art institutionnel) ou bien la défiance à l'égard de la subjectivité du jugement esthétique. Les mécanismes sociaux et économiques de détermination du goût ont également été clarifiés par des études sociologiques. Selon Anne Souriau, l'analyse contemporaine du goût tend à l'opposition deux aspects : la préférence individuelle et la finesse de jugement.